# Recurvoidinae
Recurvoidinae es una subfamilia de foraminíferos bentónicos de la familia Ammosphaeroidinidae, de la superfamilia Recurvoidoidea, del suborden Lituolina y del orden Lituolida. Su rango cronoestratigráfico abarca desde el Turoniense (Cretácico superior) hasta la Actualidad.

## Discusión
Clasificaciones previas incluían los géneros de Recurvoidinae en las superfamilia Haplophragmioidea y Lituoloidea, así como en el suborden Textulariina del orden Textulariida, o en el orden Lituolida sin diferenciar el Suborden Lituolina.

## Clasificación
Recurvoidinae incluye a los siguientes géneros:
- Budashevaella †
- Cribrostomellus
- Cribrostomoides
- Recurvoidatus
- Recurvoidella †
- Recurvoides
- Thalmannammina

Otros géneros considerados en Recurvoidinae son:
- Circus, sustituido por Budashevaella
- Martyschiella, aceptado como Thalmannammina
- Thalmannorecurvoides, aceptado como Thalmannammina
- Trochitendina, aceptado como Recurvoides